# 露田
露田，北魏至隋朝施行均田制時計口分配给农民種植穀物要交还的田地，唐代改称口分田。
露田原指没有庐舍草木的光田。均田制中有露田、桑田、麻田之别。国家按人口分配给人民种谷物、不栽树之田称为“露田”。露田属还受之田，不能继承，不能买卖，死后归还官府。男子年十五岁以上每人受露田四十亩，女子结婚后每人二十亩，奴婢依良，耕牛每头三十亩。隋朝，男子每人受露田八十亩，女子每人四十亩。